# El Bautizo del Niño

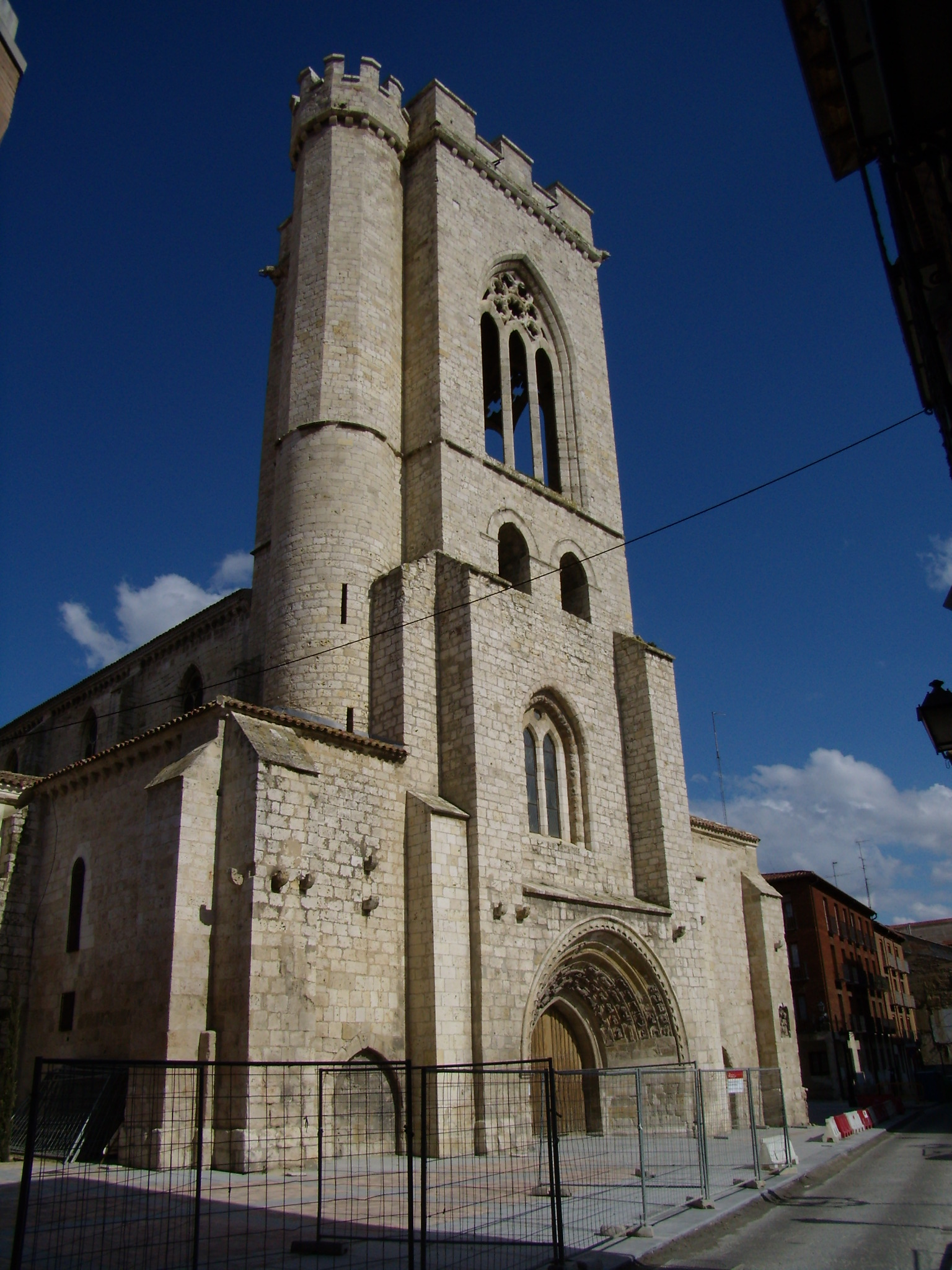
Iglesia de San Miguel, lugar en que tiene lugar la tradición.

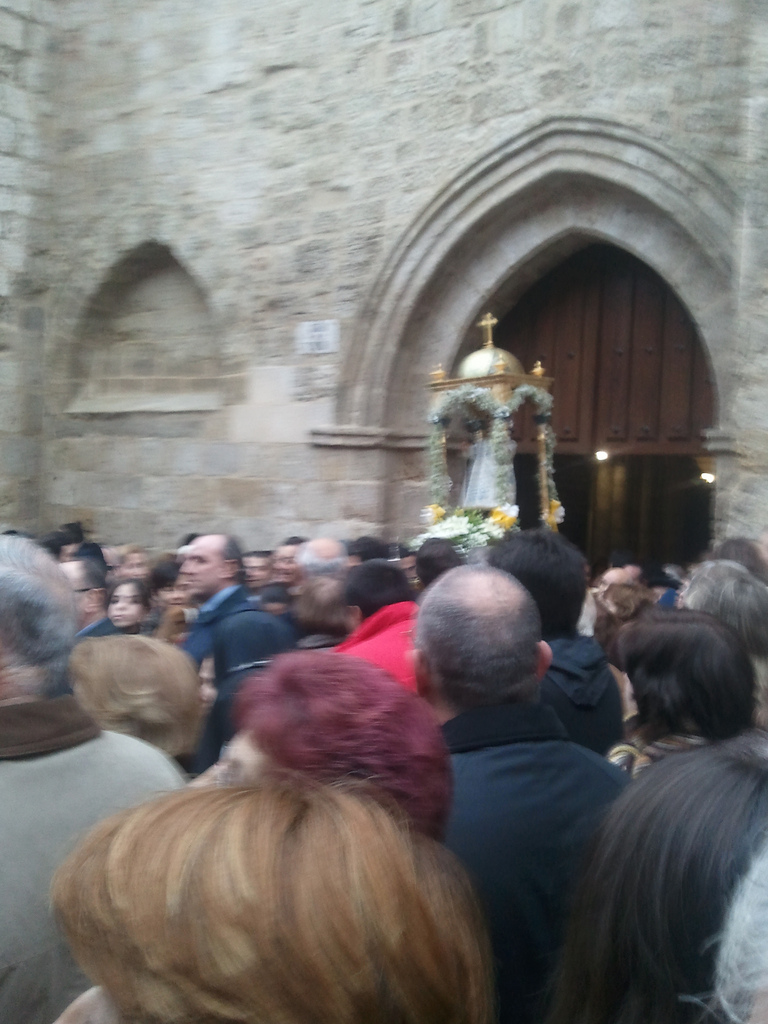
Imagen del Niño Jesús a la salida de la iglesia de San Miguel

El Bautizo del Niño Jesús en la ciudad de Palencia es una celebración típicamente palentina que goza del reconocimiento de Fiesta de Interés Turístico Regional desde el año 1999, y desde marzo de 2015 tiene la consideración de Fiesta de Interés Turístico Nacional. Se celebra el día 1 de enero alrededor de las cinco de la tarde.
Esta tradición está organizada por la Cofradía del Dulce Nombre del Niño Jesús fundada en el siglo XVI que tiene su origen en el antiguo barrio judío de la capital donde se sitúa la Iglesia de San Miguel en cuyo interior y alrededores tiene siempre lugar la festividad.
Celebra la circuncisión de Jesús, y en España solo se da en Palencia y en Cuéllar (Segovia), donde se llama fiesta del Niño de la Bola, con procesiones el 1 y 6 de enero. También aquí se relaciona con la población hebrea, y su cofradía tiene sede en la iglesia de san Esteban, junto al barrio judío.

## Cronología de la celebración
- A las 12:00 se celebra una misa en la Iglesia de San Miguel.
- A las 4:45 de la tarde tiene lugar una renovación de las promesas del Bautismo y Rosario también en la Iglesia de San Miguel.
- Alrededor de las 5:00 de la tarde (cuando haya acabado el rosario) sale a la calle la parte más típica del día, la procesión del Bautizo en la que sale la talla del Niño Jesús cargada por las autoridades y los cofrades. A ella asiste el Obispo de la Diócesis, el alcalde, distintas autoridades y la banda municipal además de una pequeña banda de dulzainas típicas de Palencia. El cortejo que se abre paso por entre la multitud va acompañado por el villancico tradicional "Ea" cuyo estribillo dice:

Ea que eres como una perla
Ola que los niños te adoran
Oye que te rondan pastores
Vaya que eres sol refulgente, Niño del Alma
Niño del Alma.
Entre cada estribillo se intercala una estrofa, el villancico cuenta en total con más de diez estrofas.
La procesión da una vuelta alrededor del templo bajo los acordes del villancico interpretado cada vez por una banda: por la Banda Municipal, luego por las dulzainas pero siempre pudiendo ser cantada por los asistentes.
A la fiesta algunos acuden con el traje regional. El de la mujer es más vistoso, luciendo corpiño bordado en lentejuelas y abalorios con delantal de raso bordado. Privilegio especial de las palentinas es lucir una banda de oro, concedido por Juan I como reconocimiento al valor de las mujeres palentinas en la defensa de la ciudad. El hombre usa camisa de lino, sin cuello, chaleco, chaqueta ligeramente corta, calzón y polainas.
- Tras la procesión y en los balcones situados frente a la iglesia tiene lugar la tradicional pedrea de confites y caramelos a los asistentes.
- Como broche final la Banda Municipal interpreta el Himno a Palencia a los pies de la torre de San Miguel.